# Manuel Domingo Larios
Manuel Domingo Larios y Larios (Málaga, 15 de diciembre de 1836 - París, 31 de julio de 1895), fue senador del Reino, empresario y aristócrata español, II marqués de Larios.  

## Biografía
Nació en 1836 en la ciudad española de Málaga en una familia perteneciente al Ilustre Solar de Tejada cuyos miembros varones son, en muchos casos, Hijosdalgo Diviseros. Fue hijo de Martín Larios y Herreros, I marqués de Larios, y de Margarita Larios y Martínez de Tejada, hermana de Carlos Larios y Martínez de Tejada, I marqués de Guadiaro. Es el segundo marquesado en su sucesión y encontró consolidado su patrimonio. La historia familiar lo sitúa como figura administrativa de sus bienes y negocios. Manuel Domingo nació en una de las más influyentes familias de la alta sociedad malagueña. Se formó como ingeniero industrial en la École Centrale Paris. Desarrolló el sector textil (Industria Malagueña) y azucarero en Málaga.
Junto a su actividad empresarial, comenzó su carrera política como diputado en Cortes en 1867, al final del reinado de Isabel II. Los Larios tuvieron una traumática experiencia cuando una serie de obreros que trabajaban en las fábricas del marqués rodearon el palacio de la familia, donde ahora está situado el edificio de La Equitativa, durante la revolución Gloriosa en 1868. La familia tuvo que huir por el tejado, decidió abandonar España y situar su residencia en París. A pesar de estar lejos de su tierra, la familia estuvo en contacto con sus negocios hasta que el título de marqués recayó sobre familiares residentes en Málaga. Su padre únicamente regresó a la provincia de Málaga para visitar sus intereses en la industria del azúcar en Torre del Mar, sin pasar por la capital. Una serie de obreros de la compañía pidieron disculpas por los acontecimientos ocurridos años atrás y, a pesar de que las aceptó, el marqués siguió viviendo en Francia hasta su muerte.
Al fallecer su padre, en 1873, se convirtió en socio director de la sociedad de Hijos de Martín Larios, junto a su hermano Martín y su primo Enrique Crooke Larios. Mantuvo las relaciones con los inversores Heredia y Loring, sus socios habituales. Con la restauración borbónica y con la influencia de Cánovas del Castillo volvió a obtener actas de diputado por la provincia de Málaga, al igual que su hermano Martín. En 1887 apoyó económicamente la apertura de la calle Marqués de Larios para conectar el centro histórico con el puerto de Málaga. Esta calle es el símbolo del urbanismo de Málaga del siglo XIX. La diseñó Eduardo Strachan y se terminó finalmente en 1891. Al final de la calle, en la Alameda y frente a donde se encontraba su residencia (hasta la edificación de La Equitativa), se encuentra el Monumento al Marqués de Larios (1899). En 1888 emprendió, junto a su madre, acciones judiciales para incapacitar a su hermano Martín por un caso de locura, que resultó en que a la muerte de Manuel el título de marqués recayera en su sobrino José Aurelio Larios y Larios. Ocupó el cargo de senador vitalicio en 1893 hasta su fallecimiento en 1895 en París, sin descendencia. Se encuentra enterrado en el cementerio de San Miguel, en Málaga.